# Phomopsis
Phomopsis è un genere di funghi ascomiceti.

## Specie principali
- Phomopsis arnoldiae
- Phomopsis asparagi
- Phomopsis asparagicola
- Phomopsis cannabina
- Phomopsis caricae-papayae
- Phomopsis coffeae
- Phomopsis elaeagni
- Phomopsis ganjae
- Phomopsis javanica
- Phomopsis juniperovora
- Phomopsis lokoyae
- Phomopsis mangiferae
- Phomopsis obscurans
- Phomopsis perseae
- Phomopsis prunorum
- Phomopsis scabra
- Phomopsis sclerotioides
- Phomopsis tanakae
- Phomopsis theae
- Phomopsis viticola